# El prisionero trece
El prisionero trece è un film del 1933 diretto da Fernando de Fuentes; è il primo film della trilogia della Rivoluzione, prima di El compadre Mendoza e Vámonos con Pancho Villa.